# 播繁
播 繁（ばん しげる、1938年 - 2017年9月5日）は、日本の構造家。日本大学在学時に坪井善勝の元で学ぶ。
耐震構法SE構法を開発し、エヌ・シー・エヌ顧問も務めた。

## 略歴
- 1938年 福岡県生まれ
- 1963年 日本大学理工学部建築学科卒業
- 1963年 鹿島建設入社
- 1980年 鹿島建設技術長
- 1986年 - 小堀鐸二研究所兼務
- 1989年 - 鹿島建設副部長、その後KAJIMA DESIGN構造設計部長
- 1991年 - 鹿島設計・エンジニアリング総事業本部長
- 1998年 播設計室設立

## 主な受賞
- 1991年 JSCA賞「あきたスカイドーム」[3]
- 1992年 松井源吾賞「大阪東京海上ビルディング」
- 1993年 日経BP技術賞「出雲ドームの架構技術」
- 1997年 日本建築学会賞「出雲ドームをはじめとする一重膜建築の開発」
- 1997年 英国技術者協会特別賞「長野オリンピック記念アリーナ（エムウェーブ）」
- 1998年 日本鋼構造協会賞「長野オリンピック記念アリーナ」
- 1998年 日本建築学会作品選奨「長野オリンピック記念アリーナ」
- 2002年 日本建築学会作品選奨「山梨県小瀬スポーツ公園アイスアリーナ」
- 2008年 日本建築家協会賞「沖縄県立博物館・美術館」

## 主な構造設計作品

### 独立前
- 1982年 「赤坂プリンスホテル新館」丹下健三
- 1984年 「両国国技館」杉山隆
- 1990年 「あきたスカイドーム」鹿島建設
- 1990年 「大阪東京海上ビルディング」鹿島建設
- 1990年 「出雲ドーム」鹿島
- 1996年 「FCGビル（フジテレビ本社ビル）」丹下健三
- 1996年 「長野オリンピック記念アリーナ」久米設計、KAJIMA DESIGN、奥村組、日産建設、飯島建設

### 独立後

#### 2000年以前
- 1999年 「箱の家-33（佐藤邸）」難波和彦
- 1999年 「箱の家-34（中村邸）」難波和彦
- 2000年 「山梨県小瀬スポーツ公園アイスアリーナ」松田平田設計
- 2000年 「箱の家-40（山崎邸）」難波和彦
- 2000年 「箱の家-41（Y邸）」難波和彦

#### 2001年 - 2005年
- 2001年 「チュウクウ」城戸崎和佐
- 2001年 「箱の家-49（T邸）」難波和彦
- 2001年 「The Case Study House - 11 ベニア三角格子の家」坂茂
- 2002年 「一戸コミュニティセンター」長内健一
- 2002年 「イル・カセット」古谷誠章
- 2003年 「アルデリオ 下館市中央地区第一種市街地再開発事業 しもだて美術館 しもだて地域交流センター 女性行政室」池原義郎
- 2003年 「愛媛県武道館」石本建築事務所
- 2003年 「岡山ドーム」石本建築事務所
- 2003年 「トッパンフォームズビル」岡田新一
- 2003年 「一の宮町農産物加工場「工房 阿蘇ものがたり」」岡部憲明
- 2003年 「YAS HAUS」橋本文隆
- 2003年 「島根県立浜山体育館 カミアリーナ」馬場稔
- 2003年 「埼玉県立武道館」松田平田設計
- 2003年 「品川駅東口B-1地区歩行者大空間」松田平田設計
- 2003年 「ところミュージアム大三島」山本英明
- 2004年 「LVMH大阪」隈研吾
- 2004年 「一の宮町農産物直売施設・屋外トイレ施設」岡部憲明
- 2005年 「カーサブリランテ代々木公園」内田繁

#### 2005年 - 2010年
- 2006年 「深大寺の入籠」内海智行
- 2007年 「沖縄県立博物館・美術館」石本建築事務所・二基建築設計室JV
- 2007年 「谷間の日時計の家」古谷誠章
- 2008年 「下鴨泉川亭」山本良介
- 2009年 「長楽寺納骨堂」山本良介
- 2010年 「山中湖 楓深庵」山本良介

#### 2011年以後
- 2012年 「大田区総合体育館」石本建築事務所
- 2012年 「AKASAKA K-TOWER」KAJIMA DESIGN

## 著書
- 2001年 「構造デザインとは何か…The Art is Structural Design」（監訳、鹿島出版会）